# 沙瑟雷
沙瑟雷（法語：Chaserey）是法国奥布省的一个市镇，属于特鲁瓦区（Troyes）绍尔克县（Chaource）。该市镇2009年时的人口为54人。

## 人口
沙瑟雷人口变化图示
| 数据来源：INSEE |